# Fußball-Weltmeisterschaft 1970/Gruppe D
Spiele der Gruppe D der Fußball-Weltmeisterschaft 1970.
| Pl. | Land           | Sp. | S | U | N | Tore    | Diff. | Punkte |
| --- | -------------- | --- | - | - | - | ------- | ----- | ------ |
| 1.  | BR Deutschland | 3   | 3 | 0 | 0 | 010:400 | +6    | 06:0   |
| 2.  | Peru           | 3   | 2 | 0 | 1 | 007:500 | +2    | 04:20  |
| 3.  | Bulgarien      | 3   | 0 | 1 | 2 | 005:900 | −4    | 01:50  |
| 4.  | Marokko        | 3   | 0 | 1 | 2 | 002:600 | −4    | 01:50  |

## Peru – Bulgarien 3:2 (0:1)
| Peru                                                   | Peru | Bulgarien | Bulgarien |
| ------------------------------------------------------ | --- | --- | --------- |
| Peru                                                   | \| 1. Spieltag \| \| 2. Juni 1970 um 16:00 Uhr in León (Estadio Guanajuato) \| \| Zuschauer: 13.765 \| \| Schiedsrichter: Antonio Sbardella ( Italien) \| \| Spielbericht \|                                                                      | \| 1. Spieltag \| \| 2. Juni 1970 um 16:00 Uhr in León (Estadio Guanajuato) \| \| Zuschauer: 13.765 \| \| Schiedsrichter: Antonio Sbardella ( Italien) \| \| Spielbericht \|                                                                                               | Bulgarien |
| Peru                                                   | Luis Rubiños – Eloy Campos (28. Javier Gonzales), Orlando de la Torre, Héctor Chumpitaz , Nicolás Fuentes – Ramón Mifflin, Roberto Challe – Julio Baylón (50. Hugo Sotil), Pedro Pablo León, Teófilo Cubillas, Alberto Gallardo Cheftrainer: Didi | Simeon Simeonow – Aleksandar Schalamanow, Iwan Dimitrow , Dimitar Penew, Stefan Aladschow – Iwan Dawidow, Christo Bonew (73. Georgi Asparuchow), Dimitar Jakimow – Georgi Popow (59. Dimitar Maraschliew), Petar Schekow, Dinko Dermendschiew Cheftrainer: Stefan Boschkow | Bulgarien |
| Peru                                                   | 1:2 Gallardo (50.) 2:2 Chumpitaz (55.) 3:2 Cubillas (73.) | 0:1 Dermendschiew (13.) 0:2 Bonew (49.) | Bulgarien |
| 1. Spieltag                                            | | |           |
| 2. Juni 1970 um 16:00 Uhr in León (Estadio Guanajuato) | | |           |
| Zuschauer: 13.765                                      | | |           |
| Schiedsrichter: Antonio Sbardella ( Italien)           | | |           |
| Spielbericht                                           | | |           |

## BR Deutschland – Marokko 2:1 (0:1)
| BR Deutschland                                         | BR Deutschland | Marokko | Marokko |
| ------------------------------------------------------ | --- | --- | ------- |
| BR Deutschland                                         | \| 1. Spieltag \| \| 3. Juni 1970 um 16:00 Uhr in León (Estadio Guanajuato) \| \| Zuschauer: 12.942 \| \| Schiedsrichter: Laurens van Ravens ( Niederlande) \| \| Spielbericht \|                                                             | \| 1. Spieltag \| \| 3. Juni 1970 um 16:00 Uhr in León (Estadio Guanajuato) \| \| Zuschauer: 12.942 \| \| Schiedsrichter: Laurens van Ravens ( Niederlande) \| \| Spielbericht \|                                                                                        | Marokko |
| BR Deutschland                                         | Sepp Maier – Berti Vogts, Willi Schulz, Klaus Fichtel, Horst-Dieter Höttges (75. Hannes Löhr) – Helmut Haller (46. Jürgen Grabowski), Franz Beckenbauer, Wolfgang Overath – Uwe Seeler , Gerd Müller, Sigfried Held Cheftrainer: Helmut Schön | Allal Ben Kassou – Abdallah Lamrani, Kacem Slimani, Moulay Khanoussi, Boujemaâ Benkhrif – Mohammed Mahroufi, Mohammed El Filali, Driss Bamous (72. Ahmed Faras) – Said Ghandi, Maouhoub Ghazouani (55. Abdelkader El Khiati), Houmane Jarir Cheftrainer: Blagoja Vidinić | Marokko |
| BR Deutschland                                         | 1:1 Seeler (56.) 2:1 Müller (80.) | 0:1 Jarir (21.) | Marokko |
| 1. Spieltag                                            | | |         |
| 3. Juni 1970 um 16:00 Uhr in León (Estadio Guanajuato) | | |         |
| Zuschauer: 12.942                                      | | |         |
| Schiedsrichter: Laurens van Ravens ( Niederlande)      | | |         |
| Spielbericht                                           | | |         |

## Peru – Marokko 3:0 (0:0)
| Peru                                                   | Peru | Marokko | Marokko |
| ------------------------------------------------------ | --- | --- | ------- |
| Peru                                                   | \| 2. Spieltag \| \| 6. Juni 1970 um 16:00 Uhr in León (Estadio Guanajuato) \| \| Zuschauer: 13.537 \| \| Schiedsrichter: Tofiq Bəhramov ( Sowjetunion) \| \| Spielbericht \|                                                                        | \| 2. Spieltag \| \| 6. Juni 1970 um 16:00 Uhr in León (Estadio Guanajuato) \| \| Zuschauer: 13.537 \| \| Schiedsrichter: Tofiq Bəhramov ( Sowjetunion) \| \| Spielbericht \|                                                                                      | Marokko |
| Peru                                                   | Luis Rubiños – Pedro González, Orlando de la Torre, Héctor Chumpitaz , Nicolás Fuentes – Ramón Mifflin (56. Luis Cruzado), Roberto Challe – Hugo Sotil, Pedro Pablo León, Teófilo Cubillas, Alberto Gallardo (76. Oswaldo Ramírez) Cheftrainer: Didi | Allal Ben Kassou – Abdallah Lamrani, Kacem Slimani, Moulay Khanoussi, Boujemaâ Benkhrif (65. Jalili Fadili) – Mohammed Mahroufi, Mohammed El Filali, Driss Bamous – Said Ghandi (81. Ahmed Alaoui), Maouhoub Ghazouani, Houmane Jarir Cheftrainer: Blagoja Vidinić | Marokko |
| Peru                                                   | 1:0 Cubillas (65.) 2:0 Challe (68.) 3:0 Cubillas (75.) | | Marokko |
| 2. Spieltag                                            | | |         |
| 6. Juni 1970 um 16:00 Uhr in León (Estadio Guanajuato) | | |         |
| Zuschauer: 13.537                                      | | |         |
| Schiedsrichter: Tofiq Bəhramov ( Sowjetunion)          | | |         |
| Spielbericht                                           | | |         |

## BR Deutschland – Bulgarien 5:2 (2:1)
| BR Deutschland                                          | BR Deutschland | Bulgarien | Bulgarien |
| ------------------------------------------------------- | --- | --- | --------- |
| BR Deutschland                                          | \| 2. Spieltag \| \| 7. Juni 1970 um 12:00 Uhr in León (Estadio Guanajuato) \| \| Zuschauer: 12.710 \| \| Schiedsrichter: José María Ortiz de Mendíbil ( Spanien) \| \| Spielbericht \|                                                                 | \| 2. Spieltag \| \| 7. Juni 1970 um 12:00 Uhr in León (Estadio Guanajuato) \| \| Zuschauer: 12.710 \| \| Schiedsrichter: José María Ortiz de Mendíbil ( Spanien) \| \| Spielbericht \|                                                                                            | Bulgarien |
| BR Deutschland                                          | Sepp Maier – Berti Vogts, Karl-Heinz Schnellinger, Klaus Fichtel, Horst-Dieter Höttges – Uwe Seeler , Franz Beckenbauer (72. Wolfgang Weber), Wolfgang Overath – Stan Libuda, Gerd Müller, Hannes Löhr (59. Jürgen Grabowski) Cheftrainer: Helmut Schön | Simeon Simeonow – Boris Gaganelow (58. Aleksandar Schalamanow), Dobromir Schetschew, Dimitar Penew, Milko Gajdarski – Asparuch Nikodimow, Christo Bonew – Todor Kolew, Dimitar Maraschliew, Georgi Asparuchow, Dinko Dermendschiew (46. Wasil Mitkow) Cheftrainer: Stefan Boschkow | Bulgarien |
| BR Deutschland                                          | 1:1 Libuda (19.) 2:1 Müller (27.) 3:1 Müller (52., Foulelfmeter) 4:1 Seeler (69.) 5:1 Müller (88.) | 0:1 Nikodimow (12.) 5:2 Kolew (89.) | Bulgarien |
| BR Deutschland                                          | Das 5:1 war das 800. WM-Tor | | Bulgarien |
| 2. Spieltag                                             | | |           |
| 7. Juni 1970 um 12:00 Uhr in León (Estadio Guanajuato)  | | |           |
| Zuschauer: 12.710                                       | | |           |
| Schiedsrichter: José María Ortiz de Mendíbil ( Spanien) | | |           |
| Spielbericht                                            | | |           |

## BR Deutschland – Peru 3:1 (3:1)
| BR Deutschland                                          | BR Deutschland | Peru | Peru |
| ------------------------------------------------------- | --- | --- | ---- |
| BR Deutschland                                          | \| 3. Spieltag \| \| 10. Juni 1970 um 16:00 Uhr in León (Estadio Guanajuato) \| \| Zuschauer: 17.875 \| \| Schiedsrichter: Abel Aguilar Elizalde ( Mexiko) \| \| Spielbericht \|                                                                      | \| 3. Spieltag \| \| 10. Juni 1970 um 16:00 Uhr in León (Estadio Guanajuato) \| \| Zuschauer: 17.875 \| \| Schiedsrichter: Abel Aguilar Elizalde ( Mexiko) \| \| Spielbericht \|                                                                     | Peru |
| BR Deutschland                                          | Sepp Maier – Berti Vogts, Karl-Heinz Schnellinger, Klaus Fichtel, Horst-Dieter Höttges (46. Bernd Patzke) – Uwe Seeler , Franz Beckenbauer, Wolfgang Overath – Stan Libuda (64. Jürgen Grabowski), Gerd Müller, Hannes Löhr Cheftrainer: Helmut Schön | Luis Rubiños – Pedro González, Orlando de la Torre, Héctor Chumpitaz , Nicolás Fuentes – Ramón Mifflin, Roberto Challe (71. Luis Cruzado) – Hugo Sotil, Pedro Pablo León (75. Oswaldo Ramírez), Teófilo Cubillas, Alberto Gallardo Cheftrainer: Didi | Peru |
| BR Deutschland                                          | 1:0 Müller (19.) 2:0 Müller (26.) 3:0 Müller (39.) | 3:1 Cubillas (44.) | Peru |
| 3. Spieltag                                             | | |      |
| 10. Juni 1970 um 16:00 Uhr in León (Estadio Guanajuato) | | |      |
| Zuschauer: 17.875                                       | | |      |
| Schiedsrichter: Abel Aguilar Elizalde ( Mexiko)         | | |      |
| Spielbericht                                            | | |      |

## Bulgarien – Marokko 1:1 (1:0)
| Bulgarien                                               | Bulgarien | Marokko | Marokko |
| ------------------------------------------------------- | --- | --- | ------- |
| Bulgarien                                               | \| 3. Spieltag \| \| 11. Juni 1970 um 16:00 Uhr in León (Estadio Guanajuato) \| \| Zuschauer: 12.299 \| \| Schiedsrichter: Antonio Saldanha Ribeiro ( Portugal) \| \| Spielbericht \|                                                                                  | \| 3. Spieltag \| \| 11. Juni 1970 um 16:00 Uhr in León (Estadio Guanajuato) \| \| Zuschauer: 12.299 \| \| Schiedsrichter: Antonio Saldanha Ribeiro ( Portugal) \| \| Spielbericht \|                                                                            | Marokko |
| Bulgarien                                               | Stojan Jordanow – Aleksandar Schalamanow , Dobromir Schetschew, Dimitar Penew (42. Iwan Dimitrow), Milko Gajdarski – Asparuch Nikodimow, Dimitar Jakimow (60. Christo Bonew) – Todor Kolew, Georgi Popow, Georgi Asparuchow, Wasil Mitkow Cheftrainer: Stefan Boschkow | Mohammed Hazzaz – Jalili Fadili, Kacem Slimani, Moulay Khanoussi, Boujemaâ Benkhrif – Mohammed Mahroufi, Mohammed El Filali, Driss Bamous (46. Moustapha Choukri) – Said Ghandi, Ahmed Alaoui (73. Ahmed Faras), Maouhoub Ghazouani Cheftrainer: Blagoja Vidinić | Marokko |
| Bulgarien                                               | 1:0 Schetschew (40.) | 1:1 Ghazouani (61.) | Marokko |
| 3. Spieltag                                             | | |         |
| 11. Juni 1970 um 16:00 Uhr in León (Estadio Guanajuato) | | |         |
| Zuschauer: 12.299                                       | | |         |
| Schiedsrichter: Antonio Saldanha Ribeiro ( Portugal)    | | |         |
| Spielbericht                                            | | |         |